# ディズニートゥーン・スタジオ
ディズニートゥーン・スタジオ（DisneyToon Studios）は、アメリカのカリフォルニア州グレンデールに本社を置き、かつてはディズニー・ムービートゥーンズ（Disney Movietoons）の名で知られたアメリカ合衆国のアニメーション・スタジオ。ウォルト・ディズニー・カンパニーの下でビデオ映画、短編映画、テレビスペシャル作品を主に製作していた。スタジオはウォルト・ディズニー・アニメーション・スタジオとは別々に活動し（両スタジオ共、ウォルト・ディズニー・スタジオのウォルト・ディズニー・モーション・ピクチャーズ・グループの一部である）、スタジオは閉鎖される2018年6月までに42本の長編を公開し、最初の作品は『ダックテイル・ザ・ムービー/失われた魔法のランプ』（1990年）、最終作は『ティンカー・ベルと流れ星の伝説』（2015年）であった。
2007年にピクサー重役のエドウィン・キャットマルとジョン・ラセターが社長及びチーフ・クリエイティヴ・オフィサーとなった。翌年の『ティンカー・ベル』以降からスタジオは続編のビデオ映画よりもディズニー及びピクサー作品のスピンオフに重きを置き始めた。
2018年6月28日、スタジオの閉鎖が行われた。

## 歴史

### 黎明期（ムービートゥーンズ）
ディズニー・ムービートゥーンズの最初の作品は、ディズニーからシンジケーション放送されたテレビ番組『わんぱくダック夢冒険』の映画版『ダックテイル・ザ・ムービー/失われた魔法のランプ』（1990年）である。同時期にスタジオは、ウォルト・ディズニー・フィチャー・アニメーションの作品の続編となるビデオ映画の製作を始めた。最初の作品は『アラジン』（1992年）の続編の『アラジン ジャファーの逆襲』（1994年）である。ストーリーはテレビシリーズ『アラジンの大冒険』の劇場版となる内容であった。『ジャファーの逆襲』は商業的に成功を収め、2つ目の続編『アラジン完結編 盗賊王の伝説』（1996年）も発売された。
その他に『美女と野獣 ベルの素敵なプレゼント』（1997年）、『ポカホンタスII/イングランドへの旅立ち』（1998年）、『ライオン・キング2 シンバズ・プライド』（1998年）、『シンデレラII』（2002）といった続編ビデオ映画が発売された。

### ディズニートゥーン・スタジオ
2003年1月、ディズニーは効率良くリソースを使い、新たなキャラクターやフランチャイズを開発するためにスタジオの再編成を行った。6月にディズニー・ムービートゥーンズ/ディズニー・ビデオ・プレミアズ班はディズニー・テレビジョン・アニメーションからウォルト・ディズニー・フィーチャー・アニメーションに置かれ、ディズニートゥーン・スタジオに改名された。
2005年7月25日、ディズニーは設立から17年目となるディズニートゥーン・スタジオ・オーストラリアを2006年10月を以て閉鎖する意向を発表した。最後の作品は『シンデレラIII 戻された時計の針』であった。
2007年6月22日、ディズニーの再編成によりディズニートゥーン・スタジオはエドウィン・キャットマルとジョン・ラセターの管理下に置かれ、フィーチャー・アニメーションはウォルト・ディズニー・アニメーション・スタジオに改名された。チーフ・クリエイティヴ・オフィサーのラセターは企画中となっていた全ての長編映画の中止を要求した。この結果、企画中であった『ふしぎの国のアリス』、『チキン・リトル』、『ルイスと未来泥棒』、『おしゃれキャット』の続編を含むすべてのプロジェクトが中止された。また、製作途中であった『ティンカー・ベル』も、ラセターの指揮下で一からつくりなおすことになった。後日、ディズニートゥーンは今後はディズニー映画の続編を製作せず、スピンオフやオリジナル作品に焦点を当てることが発表された。またディズニートゥーン社長であったシャロン・モリルは更迭された。
その後、ディズニートゥーン・スタジオは『ティンカー・ベル』シリーズと、『カーズ』のスピンオフ作品である『プレーンズ』シリーズを製作した。そして2018年6月28日、スタジオの閉鎖が行われ製作予定であった「プレーンズ」のスピンオフ作品は製作中止となった。

## 映画
| #  | 作品 | 公開日         |
| -- | --- | -------------- |
| 1  | ダックテイル・ザ・ムービー/失われた魔法のランプ DuckTales the Movie: Treasure of the Lost Lamp 1, 4           | 1990年08月03日 |
| 2  | アラジン ジャファーの逆襲 The Return of Jafar 2, 4                                                            | 1994年05月20日 |
| 3  | グーフィー・ムービー ホリデーは最高!! A Goofy Movie 1, 4                                                      | 1995年04月07日 |
| 4  | アラジン完結編 盗賊王の伝説 Aladdin and the King of Thieves 2, 4                                              | 1996年08月13日 |
| 5  | くまのプーさん クリストファー・ロビンを探せ! Pooh's Grand Adventure: The Search for Christopher Robin 2, 4    | 1997年08月05日 |
| 6  | 美女と野獣 ベルの素敵なプレゼント Beauty and the Beast: The Enchanted Christmas 2, 4                          | 1997年11月11日 |
| 7  | 美女と野獣 ベルのファンタジーワールド Belle's Magical World 2, 3, 4                                           | 1998年02月17日 |
| 8  | ポカホンタスII/イングランドへの旅立ち Pocahontas II: Journey to a New World 2, 4                              | 1998年08月25日 |
| 9  | ライオン・キング2 シンバズ・プライド The Lion King II: Simba's Pride 2, 4                                     | 1998年10月27日 |
| 10 | くまのプーさん/冬の贈りもの Winnie the Pooh: Seasons of Giving 2, 3, 4                                        | 1999年11月09日 |
| 11 | ミッキーのクリスマスの贈りもの Mickey's Once Upon A Christmas 2,4                                             | 1999年11月9日  |
| 12 | ティガームービー プーさんの贈りもの The Tigger Movie1,4                                                       | 2000年2月11日  |
| 13 | 史上最強のグーフィー・ムービー Xゲームで大パニック! An Extremely Goofy Movie 2, 3, 4                          | 2000年02月29日 |
| 14 | リトル・マーメイドII Return to The Sea The Little Mermaid II: Return to the Sea 2, 4                          | 2000年09月19日 |
| 15 | わんわん物語II Lady And The Tramp II:Scamp's Adventure2,4                                                     | 2001年2月27日  |
| 16 | ピーター・パン2 ネバーランドの秘密 Return to Never Land 1, 4                                                  | 2002年02月15日 |
| 17 | シンデレラII Cinderella II: Dreams Come True 2, 4                                                             | 2002年02月26日 |
| 18 | ノートルダムの鐘II The Hunchback of Notre Dame II 2, 3, 4                                                     | 2002年03月19日 |
| 19 | くまのプーさん/みんなのクリスマス A Very Merry Pooh Year2,4                                                   | 2002年11月12日 |
| 20 | 101匹わんちゃんII パッチのはじめての冒険 101 Dalmatians II:Patch's London Adventure2,3,4                      | 2003年1月21日  |
| 21 | ジャングル・ブック2 The Jungle Book 2 1                                                                       | 2003年02月14日 |
| 22 | くまのプーさん 完全保存版II ピグレット・ムービー Piglet's Big Movie 1                                         | 2003年03月21日 |
| 23 | アトランティス/帝国最後の謎 Atlantis: Milo's Return 2, 3, 4                                                   | 2003年05月20日 |
| 24 | ライオン・キング3 ハクナ・マタタ The Lion King 1½ 2, 4, 5                                                     | 2004年02月10日 |
| 25 | くまのプーさん/ルーの楽しい春の日 Winnie the Pooh: Springtime with Roo 2                                      | 2004年03月09日 |
| 26 | ミッキー、ドナルド、グーフィーの三銃士 Mickey · Donald · Goofy: The Three Musketeers 2                        | 2004年08月17日 |
| 27 | ポップアップ ミッキー/すてきなクリスマス Mickey's Twice Upon a Christmas 2                                    | 2004年11月09日 |
| 28 | ムーラン2 Mulan II 2                                                                                          | 2005年02月01日 |
| 29 | くまのプーさん ザ・ムービー/はじめまして、ランピー! Pooh's Heffalump Movie 1                                  | 2005年02月11日 |
| 30 | ターザン2 Tarzan II 2                                                                                         | 2005年06月14日 |
| 31 | リロ&スティッチ2 Lilo & Stitch 2: Stitch Has a Glitch 2                                                       | 2005年08月30日 |
| 32 | くまのプーさん/ランピーとぶるぶるオバケ Pooh's Heffalump Halloween Movie 2                                    | 2005年09月13日 |
| 33 | ラマになった王様2 クロンクのノリノリ大作戦 Kronk's New Groove 2                                               | 2005年12月13日 |
| 34 | バンビ2 森のプリンス Bambi II 1                                                                               | 2006年02月07日 |
| 35 | ブラザー・ベア2 Brother Bear 2 2                                                                              | 2006年08月29日 |
| 36 | きつねと猟犬2 トッドとコッパーの大冒険 The Fox and the Hound 2 2                                              | 2006年12月12日 |
| 37 | シンデレラIII 戻された時計の針 Cinderella III: A Twist in Time 2                                              | 2007年02月06日 |
| 38 | DISNEY PRINCESS おとぎの国のプリンセス/夢を信じて Disney Princess Enchanted Tales: Follow Your Dreams 2, 3, 4 | 2007年09月04日 |
| 39 | リトル・マーメイドIII はじまりの物語 The Little Mermaid: Ariel's Beginning 2                                  | 2008年08月26日 |
| 40 | ティンカー・ベル Tinker Bell 2                                                                                | 2008年10月28日 |
| 41 | ティンカー・ベルと月の石 Tinker Bell and the Lost Treasure 2                                                  | 2009年10月27日 |
| 42 | ティンカー・ベルと妖精の家 Tinker Bell and the Great Fairy Rescue 2                                           | 2010年09月21日 |
| 43 | ティンカー・ベルと輝く羽の秘密 Secret of the Wings 2, 6                                                       | 2012年10月23日 |
| 44 | プレーンズ Planes 1, 6                                                                                        | 2013年08月09日 |
| 45 | ティンカー・ベルとネバーランドの海賊船 Tinker Bell and the Pirate Fairy 2                                     | 2014年04月01日 |
| 46 | プレーンズ2/ファイアー＆レスキュー Planes: Fire and Rescue1, 6                                                | 2014年07月18日 |
| 47 | ティンカー・ベルと流れ星の伝説 Tinker Bell and the Legend of the Neverbeast2                                  | 2015年03月03日 |

備考
1. 劇場公開
2. ビデオストレート
3. ラップアラウンド・アニメーション
4. ディズニー・テレビジョン・アニメーション製作
5. 実写とアニメーションの両方が含まれる作品
6. 3D作品